# Dual-Use

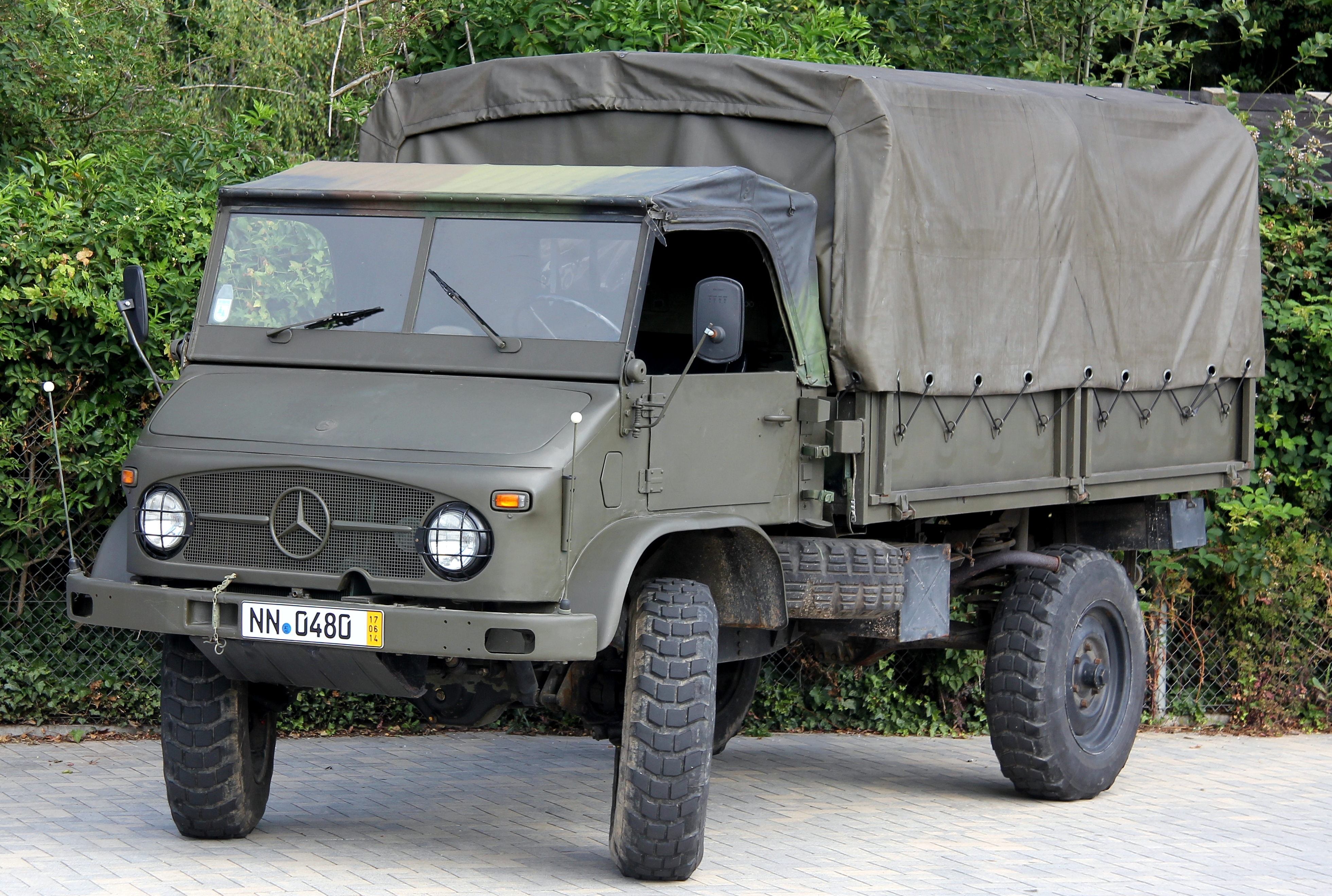
Die geländegängigen Klein-Lkw der Unimog-Baureihe wurden ursprünglich für landwirtschaftliche Zwecke entwickelt. Das Modell Unimog 404 entstand ab 1952 nach Vorgaben des französischen Militärs, die deutsche Bundeswehr wurde später zum Hauptabnehmer. Zusammen mit der sehr ähnlichen zivilen Variante wurde das Modell von 1955 bis 1980 gebaut.

Dual-Use (auch Dual Use; englisch dual-use; deutsch Doppelverwendungsfähigkeit) beschreibt die prinzipielle Verwendbarkeit von Technologien oder Gütern sowohl zu zivilen als auch zu militärischen Zwecken. Hierunter fallen insbesondere Güter aus dem Bereich der sensitiven Elektronik, Telekommunikation, Informationstechnik (Hardware), aber auch Datenverarbeitungsprogramme (Software) oder andere Technologien (Konstruktionspläne etc.). Der aus dem Englischen entlehnte Begriff wird überwiegend in der Exportkontrolle und im Zusammenhang mit der Proliferation von Massenvernichtungswaffen verwendet.
Güter mit doppeltem Verwendungszweck sind auch alle Waren, „die sowohl für nichtexplosive Zwecke als auch für jedwede Form der Unterstützung bei der Herstellung von Kernwaffen oder sonstigen Kernsprengkörpern verwendet werden können.“ gemäß Art. 2 Abs. 1 der EU-Dual-Use-Güter-Verordnung. Umgangssprachlich beschrieb die FAZ „Dual Use“ als „Forschung, die zum Wohle der Menschheit betrieben wird, die in den falschen Händen aber zur Katastrophe führen kann.“

## Dual-Use-Gut
Güter mit doppeltem Verwendungszweck (Dual-Use-Güter) sind Waren (einschließlich Software und Technologie), die für einen zivilen Verwendungszweck hergestellt worden sind, aber aufgrund ihrer Eigenschaften (z. B. Materialbeschaffenheit oder Leistungsfähigkeit) auch für militärische Zwecke verwendet werden können. Internationale Kontrollregime, wie die Nuclear Suppliers Group, die Australische Gruppe, das Missile Technology Control Regime (MTCR) und das Wassenaar-Abkommen führen regelmäßig aktualisierte Listen dieser Güter.   Diese Listen werden in supranationale (Europa) bzw. nationale Listen übernommen. Letztere werden teilweise noch durch nationale Einträge ergänzt.
Alle Güter mit doppeltem Verwendungszweck, die in den (inter)nationalen Güterlisten aufgeführt sind, unterliegen der Exportkontrolle des jeweiligen Landes, d. h. ein Export eines gelisteten Gutes bedarf, von einigen Ausnahmen abgesehen, der Genehmigung der zuständigen Behörde. Die entsprechenden Genehmigungsbehörden behalten sich vor, in Fällen der nicht eindeutigen Verwendung der zu exportierenden Güter die Ausfuhr dieser Dual-Use-Güter zu untersagen. So kann beispielsweise der Export von Hochgeschwindigkeits-Zentrifugensystemen, die einerseits in der Medizin und Pharmakologie Anwendung finden können, andererseits auch zum Anreichern von Uran zur Atombombenproduktion benutzt werden können (vgl. Atomprogramm des Iran) von der zuständigen Behörde untersagt werden, wenn im Genehmigungsverfahren die ausschließlich zivile Nutzung nicht einwandfrei feststellbar ist.
In Deutschland ist das Bundesamt für Wirtschaft und Ausfuhrkontrolle (BAFA, das ehemalige Bundesamt für gewerbliche Ausfuhr) in Eschborn/Taunus für die Erteilung der Exportgenehmigungen zuständig.
Alle international geregelten Dual-Use-Güter sind im Anhang I der Verordnung (EG) Nr. 428/2009 (Dual-Use-Verordnung) aufgeführt. Deutschland hat diesen Anhang I, erweitert um einige nationale Positionen, mit dem Abschnitt B der Ausfuhrliste (Anlage zur Außenwirtschaftsverordnung, AWV) in deutsches Recht umgesetzt.
Die Schweiz ist ebenfalls Mitglied in allen vier Kontrollregimen und im „Bundesgesetz über die Kontrolle zivil und militärisch verwendbarer Güter sowie besonderer militärischer Güter (Güterkontrollgesetz, GKG)“ staatliche Kontrollmassnahmen geregelt. Zuständig ist innerhalb des Eidgenössischen Volkswirtschaftsdepartements (EVD) das Staatssekretariat für Wirtschaft (SECO) mit der Direktion für Aussenwirtschaft.
In den USA sind die Dual-Use-Güter in der Commerce Control List aufgeführt, die Bestandteil der Export Administration Regulations (EAR) ist.

### Kodierung
Jedes Dual-Use-Gut wird mit einer eindeutigen Zahl-Buchstabe-Zahlenkombination in den Listen geführt. In Deutschland wird diese Kodierung als Ausfuhrlisten-Nummer (AL-Nummer) und in den USA als Export Control Classification Number (ECCN) bezeichnet. Dabei steht die erste Zahl dieser Kodierung für die dem der Exportkontrolle unterliegenden Dual-Use-Gütern zugeordneten Kategorie:
- 0 Kerntechnische Materialien, Anlagen und Ausrüstung
- 1 Werkstoffe, Chemikalien, Mikroorganismen und Toxine
- 2 Werkstoffbearbeitung
- 3 Allgemeine Elektronik
- 4 Rechner
- 5 Telekommunikation und Informationssicherheit
- 6 Sensoren und Laser
- 7 Luftfahrtelektronik und Navigation
- 8 Meeres- und Schiffstechnik
- 9 Antriebssysteme, Raumfahrzeuge und zugehörige Ausrüstung

Jede Kategorie wird wiederum in fünf Gattungen unterteilt, die durch einen Buchstaben gekennzeichnet ist:
- A Systeme, Ausrüstung und Bestandteile
- B Prüf-, Test- und Herstellungsausrüstung
- C Werkstoffe und Materialien
- D Datenverarbeitungsprogramme (Software)
- E Technologie

Die nachfolgenden drei Ziffern (die Kennung) setzen sich aus dem Grund der Kontrolle (erste Ziffer) und einer laufenden Nummer zusammen. Güter mit einer Kennung im Bereich 901–999 weisen auf nationale Beschränkungen hin, d. h. diese Güter sind nicht in den internationalen Güterlisten aufgeführt.